# Stadio municipale (Poznań)
Lo Stadio municipale (in polacco Stadion Miejski), noto per ragioni di sponsorizzazione come INEA Stadion, è uno stadio calcistico di Poznań, in Polonia.
Costruito in vista del campionato europeo di calcio 2012 assegnato a Polonia e Ucraina, l'impianto ha ospitato alcuni incontri della rassegna ed è sede delle partite casalinghe del Lech Poznań e occasionalmente del Warta Poznan.

## Storia
I lavori di costruzione dello stadio comunale (Stadion Miejski) di Poznań iniziarono nel 1968. Come la maggior parte degli stadi di quei tempi, fu costruito su colline artificiali sulle quali successivamente furono posti i blocchi di cemento e la struttura di cinta dello stadio. La costruzione era composta da tre tribune (nella caratteristica forma a U), mentre fu lasciato libero il luogo dedicato alla quarta tribuna. Dovevano sorgere lì una piscina e delle palestre, ma il progetto non venne mai realizzato. Ci vollero quasi dodici anni per completare l'intera struttura. La prima partita del nuovo stadio fu tra Lech Poznań e Motor Lublino, giocata il 23 agosto 1980 davanti a un pubblico di 18 000 persone e terminata con il punteggio di 1-1. Il primo marcatore della squadra di casa nel nuovo stadio fu Marek Skurczyński.
Sei anni dopo furono costruiti gli elementi più specifici dello stadio: quattro pali alti 56 metri con proiettori per un'illuminazione di 1890 lux. I riflettori furono utilizzati per la prima volta in una partita tra le nazionali di Polonia e Grecia (2–1 per i polacchi).
Il record di presenze fu registrato l'8 aprile 1984, quando lo stadio accolse circa 45 000 spettatori, mentre la capienza ufficiale a quel tempo era di 40 000 persone. L'avversario del Lech Poznań era il Widzew Łódź e la partita finì 1–0 per i padroni di casa. Qualche anno dopo lo stadio comunale fu dotato di un tabellone elettronico, che fu posizionato dietro il settore numero 8. Per molti anni non vi furono lavori di ammodernamento oltre all'installazione di nuovi sedili in plastica all'inizio degli anni '90.
In questo stadio il Lech Poznan iniziò il suo "periodo d'oro". Dagli anni '80 il Lech vinse sei campionati (1983, 1984, 1990, 1992, 1993, 2010), cinque Coppe di Polonia (1982, 1984, 1988, 2004, 2009) e quattro Supercoppe di Polonia (1990, 1992, 2004, 2010).

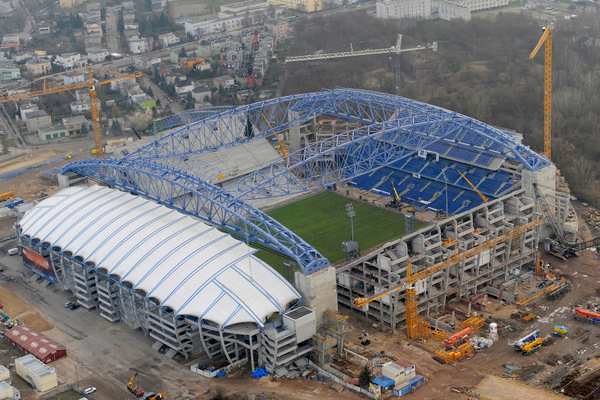
Lo stadio nel 2009, durante i lavori di ammodernamento

Il processo di ricostruzione completa dello stadio iniziò a metà del 2003. La prima fase dei lavori prevedeva il completamento della tribuna mancante. La nuova tribuna nord, inaugurata nel marzo 2004, chiuse la caratteristica costruzione a forma di U dello stadio e ne aumentò la capienza di ulteriori 8 124 posti. Quasi due anni dopo fu realizzata la struttura del tetto che copriva tutti i posti della tribuna nord. Nello stesso periodo lo stadio fu dotato di un sistema di riscaldamento sotterraneo e nello stesso anno fu effettuata anche la modernizzazione dei pali dei proiettori. Nel gennaio 2006 fu realizzata la tribuna numero 2 (tribuna sud), che sorse al posto delle sezioni demolite del vecchio stadio occupate dalla tifoseria più accesa del Lech Poznań. Questa parte dello stadio era tradizionalmente chiamata Kocioł (polacco per "caldaia", "calderone"). La costruzione dei primi due piani di questa tribuna a tre livelli fu ultimata nel febbraio 2007, mentre i lavori per il terzo livello furono completati nel settembre 2008. Ciò comportò un aumento della capienza dell'intera tribuna fino a circa 9 000 posti.
Dopo che la Polonia fu scelta come paese co-ospitante del campionato d'Europa 2012 insieme all'Ucraina, le autorità cittadine decisero di rivedere il concetto architettonico dello stadio e quindi si optò per la costruzione di una struttura più grande. La capacità dello stadio fu aumentata a circa 45 000 posti. Secondo un nuovo progetto le tribune numero 1 e 3 (a margine) furono realizzate come strutture a due livelli, per una capienza (ciascuna) di 13 750 spettatori. Sale VIP, zona media, spogliatoi, sale arbitri e strutture del club si trovano nella tribuna numero 1. Posti situati nella tribuna numero 3 sono dedicati esclusivamente agli appassionati di calcio. Tutti i posti nello stadio sono a sedere: sono stati installati sedili pieghevoli in modo tale da mantenere uno spazio minimo di 12 cm tra loro.
Il progetto di ammodernamento e ampliamento dello stadio fu consegnato da Modern Construction Systems. Rispetto ai concetti architettonici precedenti, l'ultimo cambiò il disegno della costruzione del tetto. Il concetto prevedeva che il tetto fosse una membrana con i colori naturali della seta. L'intera membrana è divisa in segmenti uguali, ciascuno dei quali è lungo 9 metri e dà l'impressione di una forma ondulata. Il tetto forma un insieme coeso sulle tribune 1, 2 e 3. Parte del tetto sopra la tribuna 2 è una struttura mobile, progettata per garantire una corretta illuminazione dell'erba in alcune parti del campo. La cubatura dello stadio è di 1 300 000 metri cubi e la superficie totale è di 250 000 metri quadrati. Il concetto architettonico originale di ammodernamento dello stadio del 2002 fu dda ultimo sostituito dal concetto progettato nel 2008. I lavori di costruzione basati su questa concezione ebbero luogo dal 2008 al 2012.
Lavori sulle tribune 1 e 3 iniziarono nell'ottobre 2008 e furono completati nel settembre 2010. Su tutte e quattro le tribune fu installato un nuovo modello di sedili pieghevoli, più larghi dei modelli precedenti, quindi la capacità dello stadio fu ridotta a 41 609 posti, ma nel 2012 fu aumentata alla capacità attuale, pari a 42 837 posti.

## Tribune
- Tribuna numero 1 (lunghezza 136,13 m - larghezza 58,64 m)

Questa è la tribuna principale dello stadio. Le strutture sotto le tribune sono progettate per i giocatori (spogliatoi, saune, sale massaggi, ecc.), per la stampa e ospiti speciali. Sotto la tribuna vi è un parcheggio sotterraneo per auto e autobus. I restanti piani sono dedicati a giocatori, arbitri, tifosi e stampa. Sotto la tribuna sono inoltre presenti sale conferenze, uffici, magazzini e locali tecnici. Dietro questa tribuna si trovano i campi di allenamento.
- Tribuna numero 2, nota come Kocioł ("il calderone) (lunghezza 128,73 m - larghezza 48,35 m)

Si trova sul lato della storica struttura fortificata denominata Forte VIII Grolman. La tribuna è l'unica a tre livelli dello stadio dedicata agli spettatori. Alcune camere situate nell'angolo sud-ovest della tribuna numero 2 sono destinate a un futuro hotel. In questo settore sono ospitati i tifosi più caldi del Lech Poznań.
- Tribuna numero 3 (lunghezza  136,13 m - larghezza 58,64 m)

La tribuna est dello stadio si trova sul lato di via Bułgarska. Questa è la seconda tribuna situata dietro le linee laterali. Consta di cinque piani con spalti, servizi igienici e scale. Ai livelli inferiori di questa tribuna si trovano magazzini, locali tecnici e locali per il personale. Inoltre al livello situato a 3,3 metri si trovano due sale conferenze con una capienza di 25 e 50 persone.
- Tribuna numero 4 (lunghezza  189 m - larghezza 42,8 m)

La tribuna numero 4 è la tribuna nord, quella più antica, edificata prima che fosse adottata una nuova concezione architettonica. Si tratta della tribuna meno capiente dello stadio, costituita da quattro piani. Al livello situato a 6,6 metri ci sono sedili riservati ai disabili.

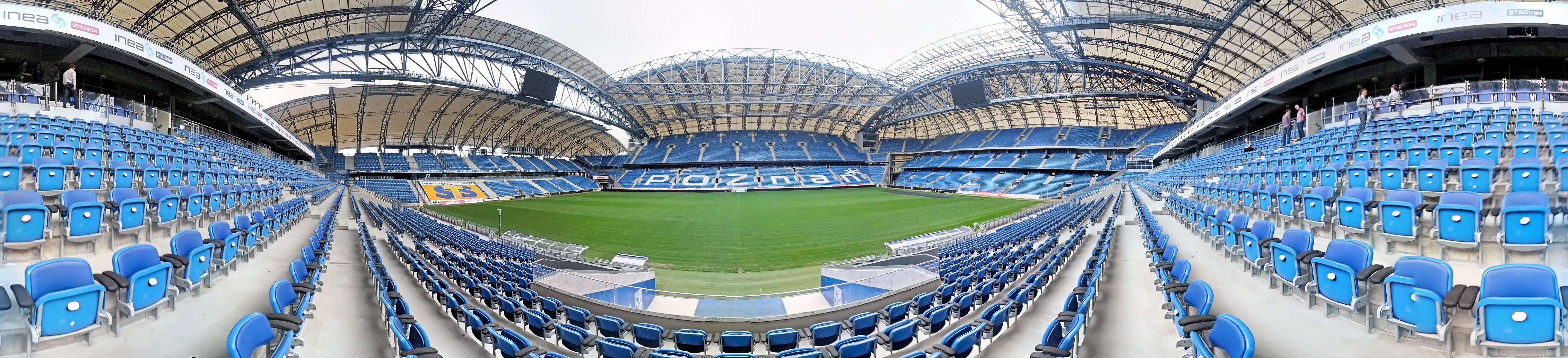
Panoramica dello stadio

## Partite del campionato europeo di calcio 2012
Le partite che seguono sono state giocate allo stadio durante il campionato europeo di calcio 2012:
| Data           | Tempo (CET) | Squadra #1 | Ris.  | Squadra #2 | Fase del torneo | Spettatori |
| -------------- | ----------- | ---------- | ----- | ---------- | --------------- | ---------- |
| 10 giugno 2012 | 20:45       | Irlanda    | 1 - 3 | Croazia    | Girone C        | 39 550     |
| 14 giugno 2012 | 18:00       | Italia     | 1 - 1 | Croazia    | Girone C        | 37 096     |
| 18 giugno 2012 | 20:45       | Italia     | 2 - 0 | Irlanda    | Girone C        | 38 794     |

## Galleria d'immagini

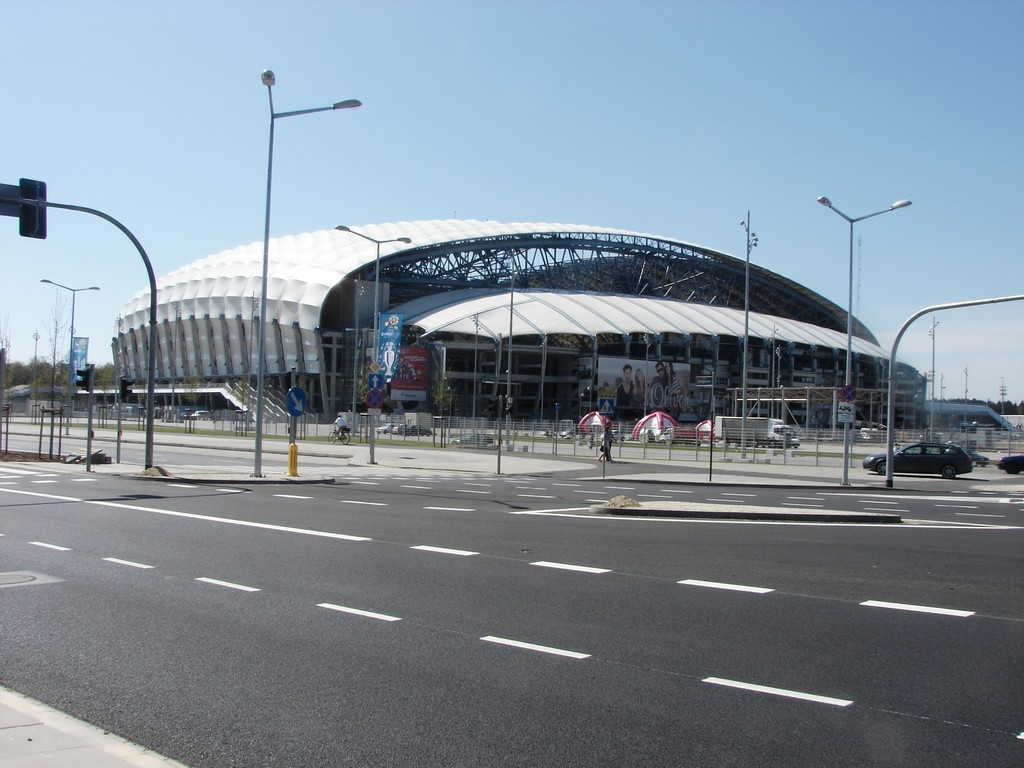
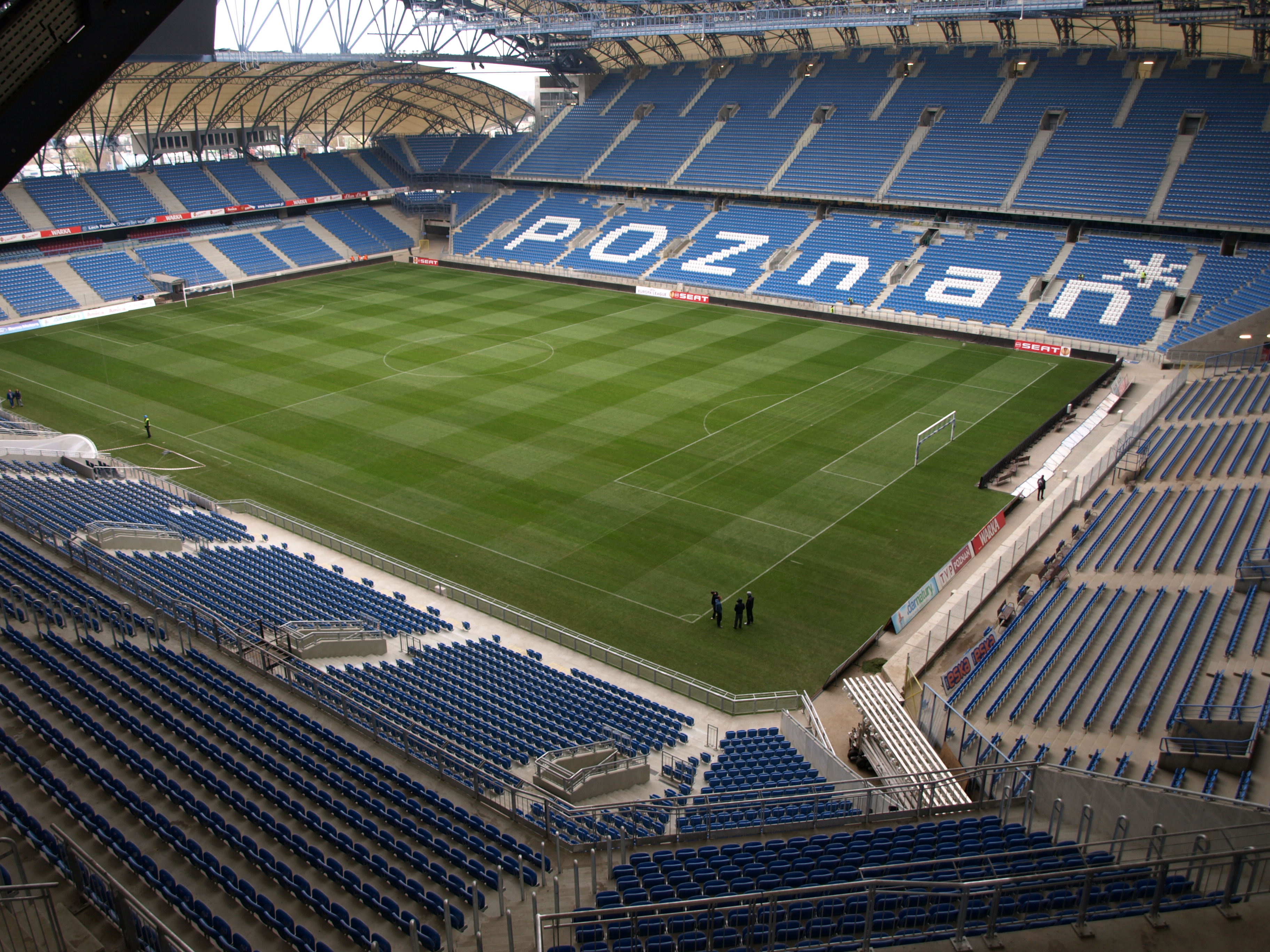
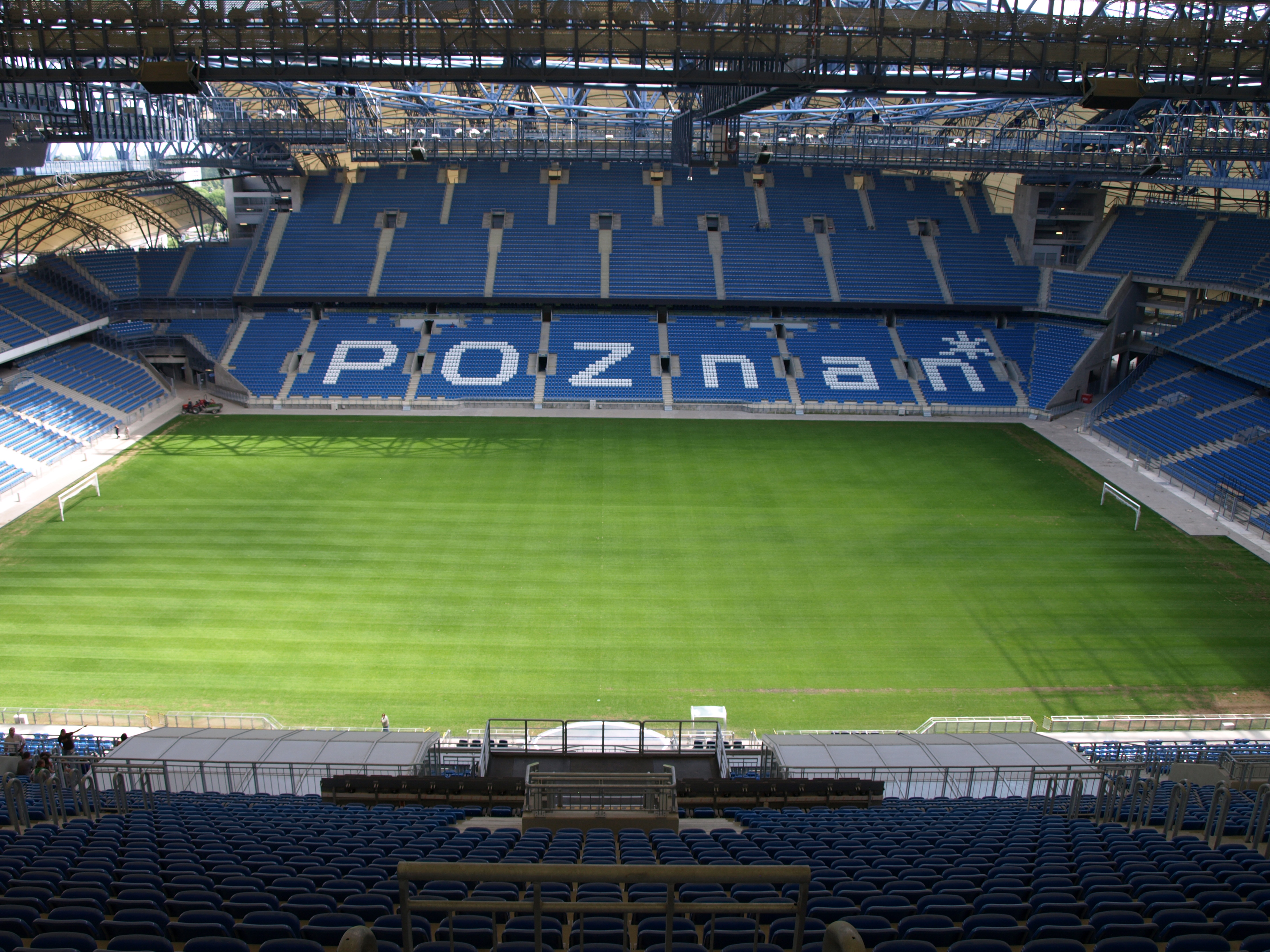